# 駒岡
駒岡（こまおか）は、神奈川県横浜市鶴見区の地名。現行行政地名は駒岡一丁目から駒岡五丁目。住居表示実施済区域。

## 地理
鶴見区の北西部に位置し、東に上末吉五丁目、梶山二丁目、三ッ池公園、西に港北区樽町三丁目・四丁目、港北区師岡町、獅子ケ谷一丁目・二丁目、北に鶴見川をはさんで港北区綱島東五丁目・六丁目、港北区日吉六丁目、川崎市幸区南加瀬5丁目とそれぞれ隣接しており、綱島東六丁目とは樽綱橋、綱島東五丁目、日吉六丁目とは鷹野人道橋、南加瀬5丁目とは鷹野大橋で往来が可能である。綱島東鶴見川河川敷を活用した「流域学習・流域防災拠点を目指す鶴見川駒岡河川敷で、平成23年度国土交通省手づくり郷土賞受賞。

### 面積
面積は以下の通りである。
| 町名       | 面積（km²） |
| ---------- | ----------- |
| 駒岡一丁目 | 0.282       |
| 駒岡二丁目 | 0.324       |
| 駒岡三丁目 | 0.380       |
| 駒岡四丁目 | 0.412       |
| 駒岡五丁目 | 0.336       |
| 計         | 1.734       |

### 地価
住宅地の地価は、2025年（令和7年）1月1日の公示地価によれば、駒岡4-12-38の地点で22万円/m²となっている。

## 歴史

### 沿革
かつて横浜市に編入前のこの場所は、橘樹郡旭村大字駒岡であった。
駒岡町
- 1927年（昭和2年）4月1日 - 横浜市に編入。横浜市駒岡町となる[7]。
- 1927年（昭和2年）10月1日 - 横浜市の区制施行により、鶴見区を新設。横浜市鶴見区駒岡町となる[8]。
- 1937年（昭和12年）4月1日 - 橘樹郡日吉村大字南加瀬の一部を編入[9]。
- 1962年（昭和37年）2月1日 - 北綱島町の一部を駒岡町に編入、駒岡町の一部を港北区日吉町へ編入、港北区南綱島町との境界を変更する[10]。
- 1964年（昭和39年）2月14日 - 土地改良事業に伴い、港北区樽町、師岡町の一部を駒岡町に編入し、獅子ケ谷町との境界を変更する[11]。
- 1969年（昭和44年）6月1日 - 住居表示の実施に伴い、上末吉町、北寺尾町の一部を駒岡町に編入。駒岡町の一部を上末吉五丁目、梶山二丁目へ編入[12]。
- 1982年（昭和57年）7月19日 - 住居表示の実施に伴い、駒岡町の一部を港北区樽町三丁目、樽町四丁目へ編入[13]。
- 1993年（平成5年）10月18日 - 住居表示の実施に伴い、駒岡町の一部から駒岡一丁目を新設、駒岡町の一部を獅子ケ谷一丁目、獅子ケ谷二丁目、港北区師岡町へ編入[14]。
- 1994年（平成6年）9月26日 - 駒岡町の一部から駒岡二丁目、駒岡三丁目、駒岡四丁目、駒岡五丁目を新設、残部を梶山二丁目へ編入。駒岡町は廃止となる[14]。

駒岡
- 1993年（平成5年）10月18日 - 住居表示の実施に伴い、駒岡町、獅子ケ谷町の各一部を分離し、駒岡一丁目を新設[14]。
- 1994年（平成6年）9月26日 - 住居表示の実施に伴い、駒岡町の一部、獅子ケ谷町の全部を分離し、駒岡二丁目から駒岡五丁目を新設[14]。

### 町名の変遷
| 実施後     | 実施年月日                | 実施前（各町名ともその一部）       |
| ---------- | ------------------------- | ---------------------------------- |
| 駒岡一丁目 | 1993年（平成5年）10月18日 | 駒岡町、獅子ケ谷町（各一部）       |
| 駒岡二丁目 | 1994年（平成6年）9月26日  | 駒岡町（一部）、獅子ケ谷町（全域） |
| 駒岡三丁目 | 1994年（平成6年）9月26日  | 駒岡町（一部）                     |
| 駒岡四丁目 | 1994年（平成6年）9月26日  | 駒岡町（一部）                     |
| 駒岡五丁目 | 1994年（平成6年）9月26日  | 駒岡町（一部）                     |

## 世帯数と人口
2025年（令和7年）6月30日現在（横浜市発表）の世帯数と人口は以下の通りである。
| 町名       | 世帯数    | 人口     |
| ---------- | --------- | -------- |
| 駒岡一丁目 | 1,533世帯 | 3,398人  |
| 駒岡二丁目 | 736世帯   | 1,430人  |
| 駒岡三丁目 | 1,695世帯 | 3,455人  |
| 駒岡四丁目 | 2,692世帯 | 5,807人  |
| 駒岡五丁目 | 1,290世帯 | 2,599人  |
| 計         | 7,946世帯 | 16,689人 |

### 人口の変遷
国勢調査による人口の推移。
| 年                 | 人口   |
| ------------------ | ------ |
| 1995年（平成7年）  | 13,125 |
| 2000年（平成12年） | 13,901 |
| 2005年（平成17年） | 14,224 |
| 2010年（平成22年） | 15,157 |
| 2015年（平成27年） | 16,001 |
| 2020年（令和2年）  | 16,588 |

### 世帯数の変遷
国勢調査による世帯数の推移。
| 年                 | 世帯数 |
| ------------------ | ------ |
| 1995年（平成7年）  | 5,197  |
| 2000年（平成12年） | 5,519  |
| 2005年（平成17年） | 5,801  |
| 2010年（平成22年） | 6,153  |
| 2015年（平成27年） | 6,592  |
| 2020年（令和2年）  | 7,252  |

## 学区
市立小・中学校に通う場合、学区は以下の通りとなる（2024年11月時点）。
| 町名       | 街区                            | 小学校                 | 中学校             |
| ---------- | ------------------------------- | ---------------------- | ------------------ |
| 駒岡一丁目 | 全域                            | 横浜市立獅子ケ谷小学校 | 横浜市立寺尾中学校 |
| 駒岡二丁目 | 1〜10番 11番8号〜16番           | 横浜市立駒岡小学校     | 横浜市立寺尾中学校 |
| 駒岡二丁目 | 11番1〜6号 17〜18番             | 横浜市立駒岡小学校     | 横浜市立末吉中学校 |
| 駒岡三丁目 | 1〜16番 18番1〜9号 18番45〜55号 | 横浜市立駒岡小学校     | 横浜市立寺尾中学校 |
| 駒岡三丁目 | 17番 18番10〜44号 19〜34番      | 横浜市立駒岡小学校     | 横浜市立末吉中学校 |
| 駒岡三丁目 | 35〜40番                        | 横浜市立上末吉小学校   | 横浜市立末吉中学校 |
| 駒岡四丁目 | 1〜20番                         | 横浜市立上末吉小学校   | 横浜市立末吉中学校 |
| 駒岡四丁目 | 21〜41番                        | 横浜市立駒岡小学校     | 横浜市立末吉中学校 |
| 駒岡五丁目 | 全域                            | 横浜市立駒岡小学校     | 横浜市立末吉中学校 |

## 事業所
2021年（令和3年）現在の経済センサス調査による事業所数と従業員数は以下の通りである。
| 町名       | 事業所数  | 従業員数 |
| ---------- | --------- | -------- |
| 駒岡一丁目 | 113事業所 | 1,203人  |
| 駒岡二丁目 | 260事業所 | 2,764人  |
| 駒岡三丁目 | 96事業所  | 703人    |
| 駒岡四丁目 | 123事業所 | 927人    |
| 駒岡五丁目 | 122事業所 | 1,895人  |
| 計         | 714事業所 | 7,492人  |

### 事業者数の変遷
経済センサスによる事業所数の推移。
| 年                 | 事業者数 |
| ------------------ | -------- |
| 2016年（平成28年） | 702      |
| 2021年（令和3年）  | 714      |

### 従業員数の変遷
経済センサスによる従業員数の推移。
| 年                 | 従業員数 |
| ------------------ | -------- |
| 2016年（平成28年） | 7,371    |
| 2021年（令和3年）  | 7,492    |

## 交通
地域内に鉄道はなく、最寄駅からも徒歩20～40分程度と駅から離れているが、バス路線が充実しており、横浜市営バス、臨港バス、東急バスが運行している。バスを利用することで、鶴見駅、綱島駅、日吉駅、新横浜駅、大倉山駅、菊名駅、川崎駅、新川崎駅、尻手駅と多くの駅が利用可能である。運行本数も高頻度で運行している。
道路は、環状二号線、神奈川県道140号川崎町田線、神奈川県道111号大田神奈川線など幹線道路が多く通り、そのため企業の事業所や工場・倉庫も多い。

## 施設・店舗

### 駒岡一丁目
- 二ツ池公園
- 川崎鶴見臨港バス鶴見営業所

### 駒岡二丁目
環状二号線、太田神奈川線沿いには店舗が多く、また工場や事業所も多く存在している。
- 横浜駒岡郵便局
- 横浜市鶴見消防署駒岡消防出張所
- 鶴見警察署駒岡交番
- 川崎信用金庫駒岡支店
- ビーバートザン鶴見駒岡店
- 吉兆 横浜駒岡店

### 駒岡三丁目
丘に位置し、住宅街が広がっている。また、神社や寺院が多い。
- 駒岡中郷市民の森
- 横浜市立駒岡小学校
- 横浜農業協同組合（JA横浜）鶴見支店
- 長松寺
- 駒岡不動尊 常倫寺
- 厳島神社
- 駒岡三峰社
- 正行寺
- 八幡神社
- 浅間神社
- 兜塚古墳 - 梶山古墳群の1つ[24]。太田道灌にまつわる伝承が残る[25]。長慶天皇陵との説が一時あった。

### 駒岡四丁目
駒岡三丁目と同様、住宅街が広がっていて、小さな丘がある。
- 神奈川県立鶴見養護学校
- 横浜市駒岡地区センター
- 大日堂
- 稲荷社
- 駒岡保育園
- トレジャーファクトリー横浜鶴見店
- はせがわ鶴見駒岡店
- 駒岡古墳群 - 梶山古墳群の西側、駒岡四丁目を中心に分布し、駒岡瓢箪山古墳や駒岡堂の前古墳などがあったが、大多数は破壊された[25]。

### 駒岡五丁目
最北端にあり、駒岡二丁目と同様店舗や事業所が多い。
- 鷹野大橋
- 妙信寺
- イオン駒岡店
- 日産プリンス神奈川販売綱島店
- つるみ園芸
- 株式会社こどもの森グループ 駒岡こども園

また、所在地は港北区師岡町であるが、トレッサ横浜に隣接している。

## その他

### 日本郵便
- 郵便番号 : 230-0071[3]（集配局：鶴見郵便局[26]）

### 警察
町内の警察の管轄区域は以下の通りである。
| 町名       | 街区 | 警察署     | 交番     |
| ---------- | ---- | ---------- | -------- |
| 駒岡一丁目 | 全域 | 鶴見警察署 | 駒岡交番 |
| 駒岡二丁目 | 全域 | 鶴見警察署 | 駒岡交番 |
| 駒岡三丁目 | 全域 | 鶴見警察署 | 駒岡交番 |
| 駒岡四丁目 | 全域 | 鶴見警察署 | 駒岡交番 |
| 駒岡五丁目 | 全域 | 鶴見警察署 | 駒岡交番 |

## 関連文献
- 「上鶴岡村 中鶴岡村 下鶴岡村」『新編武蔵風土記稿』 巻ノ66橘樹郡ノ9、内務省地理局、1884年6月。NDLJP:763984/62。